# Кароль Шарка
Кароль Шарка (угор. Károly Szarka) — угорський дипломат. Постійний представник Угорщини при Організації Об'єднаних Націй (1970—1974). 25 серпня 1970 року вручив вірчі грамоти Генеральному секретарю У Тану в штаб-квартирі ООН. У 1972 році обраний президентом Економічної та Соціальної Ради ООН. До 1970 року обіймав посаду посла Угорщини в Об'єднаній Арабській Республіці, а також був заступником міністра закордонних справ Угорщини.